# Francesc Armet de Castellví
Francesc Armet de Castellví   (Terrassa, 5 de novembre de 1892 - Madrid, 23 de març de 1973), també conegut amb el sobrenom de Pacan o Pakan, fou un futbolista català dels anys 1910 i 1920.

## Trajectòria
Francesc Armet nasqué en el si d'una família de l'aristocràcia catalana. Juntament amb els seus germans Joan i Jordi formà una de les nissagues de futbolistes més destacades dels inicis del segle xx a Catalunya.
Començà a practicar el futbol al Aquiles Club de Madrid i quan arribà a Barcelona ingressà a l'Universitary SC. El 1912 ingressà al FC Barcelona i el 1913 al RCD Espanyol. A l'Espanyol jugà durant set temporades, formant una brillant línia defensiva al costat de Ricard Zamora (porter) i Amadeo Puig. El 1916 fou escollit capità de l'equip. Tant a l'Universitary com a l'Espanyol coincidí amb els seus germans.
Disputà dues finals de la Copa d'Espanya, la primera l'any 1912 defensant els colors del FC Barcelona. Pacan guanyà la final en derrotar la Gimnàstica de Madrid. La segona la disputà l'any 1915, aquest cop amb l'Espanyol, però la perdé enfront l'Athletic Club, a Irun, per 5 gols a 0.
Com a anècdota cal destacar que fou un dels responsables que impulsà Ricard Zamora a iniciar-se en la pràctica del futbol.
Jugà amb la selecció catalana de futbol, amb la qual guanyà la Copa Príncep d'Astúries de futbol.
L'any 1919, el futbol català intentà organitzar un partit d'homenatge a Francesc Armet, que finalment no se celebrà per discrepàncies entre els clubs.
Un cop retirat, encara va jugar algun partit amistós al començar la temporada 1923-24.

## Palmarès
FC Barcelona
- Copa d'Espanya: 1912
- Copa dels Pirineus: 1912

RCD Espanyol
- Campionat de Catalunya: 1914-15, 1917-18

Catalunya
- Copa Príncep d'Astúries de futbol: 1916